# Shadow DN7
La Shadow DN7 fu una vettura di Formula 1 che fece il suo debutto al Gran Premio d'Austria 1975 con al volante Jean-Pierre Jarier. Progettata da Tony Southgate e Dave Wass, veniva spinta da un motore francese Matra 3.0 V12 e possedeva il cambio Hewland TL200.
Partecipò solamente ai Gran Premi di Austria ed Italia 1975 e non riuscì a terminare i due eventi a causa di problemi tecnici.

Dal GP degli USA Jarier tornò alla guida della vecchia DN5 da cui derivava. In sostanza l'esperimento non andò a buon fine in quanto il vantaggio  della Potenza maggiore del 12 cilindri francese fu vanificata da un peso maggiore del motore, dei radiatori e della quantità di benzina necessaria per terminare la gara.